# پترسون لیکس، ویکتوریا
پترسون لیکس (به انگلیسی: Patterson Lakes) یک حومه شهر در استرالیا است که در ویکتوریا (استرالیا) واقع شده‌است.

## نگارخانه

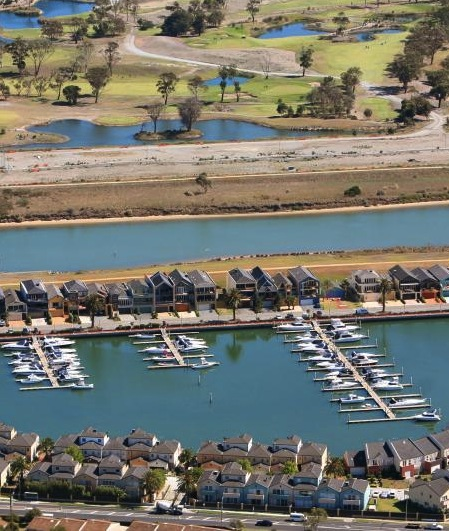
نقشه هوایی دریاچه‌های پاترسون
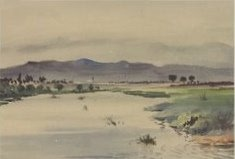
نقاشی آبرنگ توسط  روبرت جی هادن در سال ۱۸۹۵ از رود کاروم(رود پاترسون)
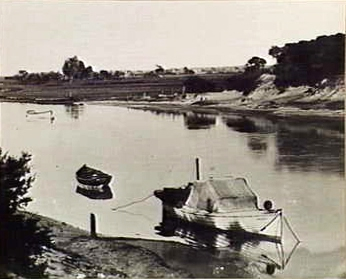
عکس‌های گرفته شده در سال ۱۹۰۵ از رود کاروم (رود پترسون)
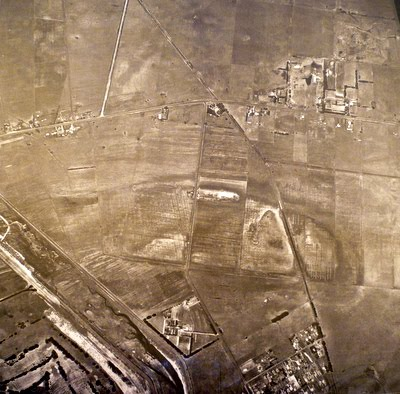
۱۹۶۰ قبل از توسعه دریاچه پترسون
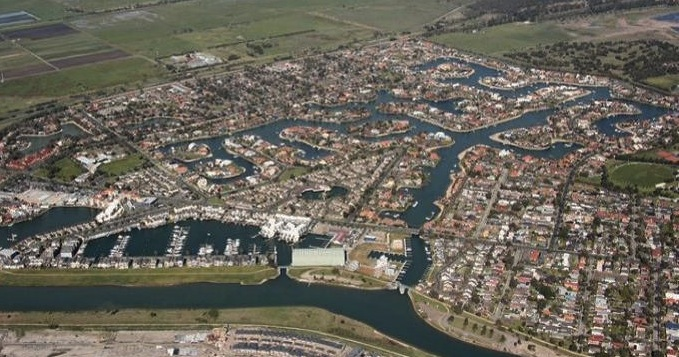
جزیره پاترسون